# Stegopterna xantha
Stegopterna xantha är en tvåvingeart som beskrevs av Currie, Adler och Wood 2004. Stegopterna xantha ingår i släktet Stegopterna och familjen knott. Inga underarter finns listade i Catalogue of Life.